# Spilosoma leighi
Spilosoma leighi là một loài bướm đêm thuộc phân họ Arctiinae, họ Erebidae.